# Alchemilla triphylla
Alchemilla triphylla é uma espécie de rosácea do gênero Alchemilla, pertencente à família Rosaceae.